# Albanyà
Albanyà är en kommun i Spanien.   Den ligger i provinsen Província de Girona och regionen Katalonien, i den östra delen av landet, 600 km öster om huvudstaden Madrid. Antalet invånare är 153. Arean är 94 kvadratkilometer. Albanyà gränsar till Beuda, Cabanelles, Montagut i Oix, Sales de Llierca, Maçanet de Cabrenys, Sant Llorenç de la Muga, Lamanère, Serralongue och Coustouges. 
Terrängen i Albanyà är huvudsakligen kuperad.